# Kieszonkowe (film)
Kieszonkowe (tytuł oryg. Milk Money) – amerykański film komediowy z 1994 roku.

## Fabuła
Dwunastoletni Frank Wheeler wybiera się w głąb wielkiego miasta, by tam wynająć prostytutkę, która następnie będzie musiała wykonać przed nim i przed jego znajomymi striptiz. Poznaje kobietę ukrywającą się pod pseudonimem "Panna V" – damę lekkich obyczajów o złotym sercu. Wkrótce pomiędzy Frankiem a V rodzi się nietypowa przyjaźń, a chłopiec odnajduje w nowej znajomej idealną kandydatkę na żonę dla swojego samotnego ojca-wdowca.

## Obsada
- Melanie Griffith – V
- Ed Harris – Tom Wheeler
- Michael Patrick Carter – Frank Wheeler
- Malcolm McDowell – Waltzer
- Anne Heche – Betty
- Philip Bosco – Jerry the Pope
- Casey Siemaszko – Cash
- Brian Christopher – Kevin Clean
- Adam LaVorgna – Brad